# Fabiana imbricata
Fabiana imbricata är en potatisväxtart som beskrevs av Hipólito Ruiz López och Pav. Fabiana imbricata ingår i släktet Fabiana och familjen potatisväxter. Inga underarter finns listade i Catalogue of Life.

## Bildgalleri

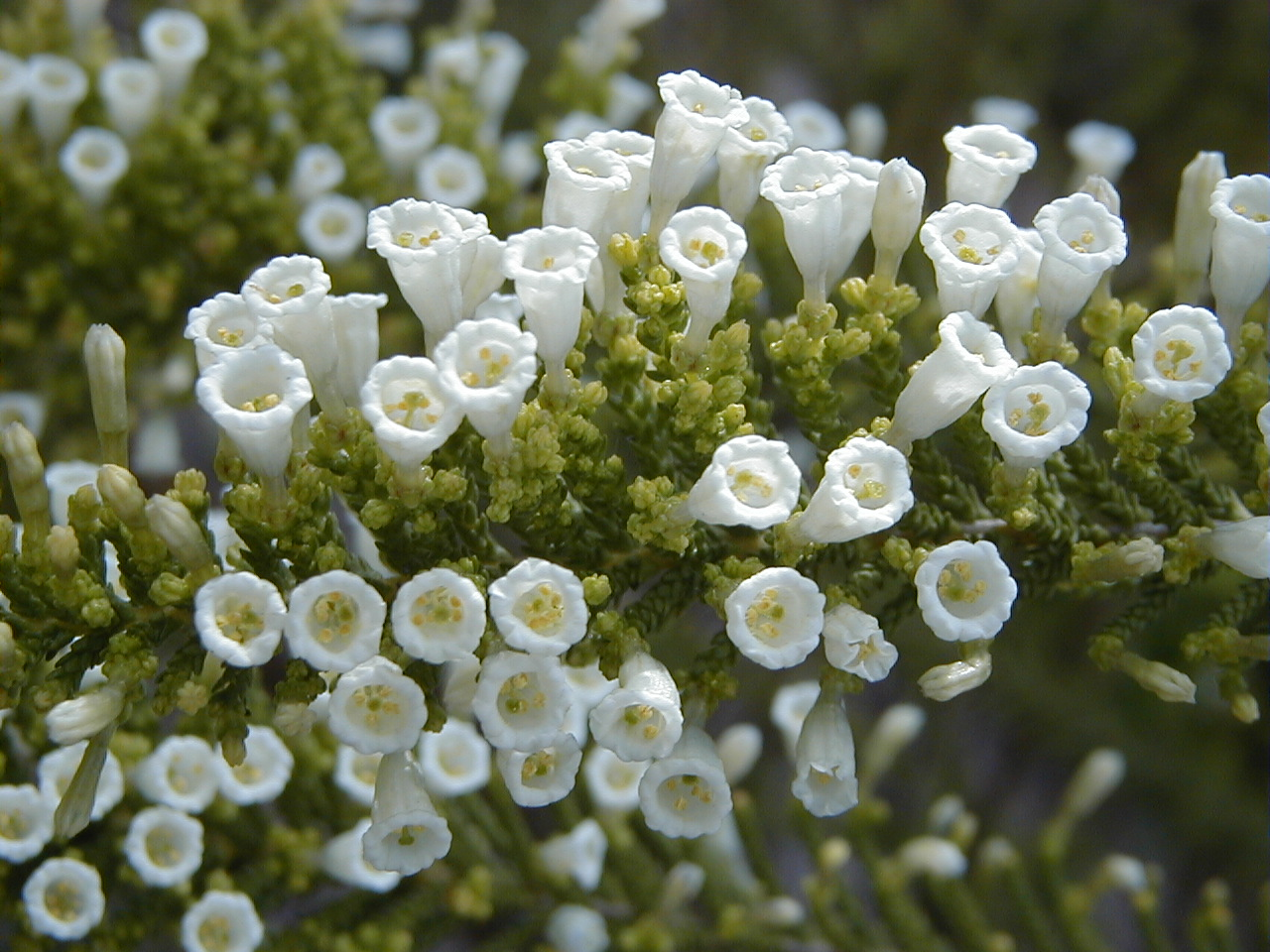